# Тоні Олівейра
Антоніу Жозе Консейсау Олівейра (порт. António José Conceição Oliveira), більш відомий як просто Тоні (порт. Toni, нар. 14 жовтня 1946, Анадія) — португальський футболіст, що грав на позиції півзахисника. По завершенні ігрової кар'єри — футбольний тренер.
Виступав, зокрема, за «Бенфіку» та національну збірну Португалії. Футболіст року в Португалії (1972).

## Клубна кар'єра
У дорослому футболі дебютував 1965 року виступами за команду клубу «Академіка», в якій провів три сезони, але основним гравцем не став, взявши участь лише у 19 матчах чемпіонату.
9 червня 1968 року Олівейра перейшов у «Бенфіку» за 1 305 000 ескудо. За лісабонський клуб Тоні виступав до завершення ігрової кар'єри. Більшість часу, проведеного у складі «Бенфіки», був основним гравцем команди. За цей час вісім разів виборював титул чемпіона Португалії, п'ять Кубків Португалії і один Суперкубок.
Також протягом 1977 року недовго на правах оренди захищав кольори американського клубу «Лас-Вегас Квіксілверс» у НАСЛ.

## Виступи за збірну
1969 року дебютував в офіційних матчах у складі національної збірної Португалії. Протягом кар'єри у національній команді, яка тривала десять років, провів у формі головної команди країни 33 матчі, забивши 1 гол.

## Кар'єра тренера
Через рік після виходу на пенсію, Тоні почав працювати асистентом в «Бенфіці», послідовно працюючи з Свеном-Йораном Ерікссоном, Палем Чернаї, Джоном Мортімором та Еббе Сковдалем. Після звільнення останнього з них Олівейра був призначений головним тренером «орлів» в сезоні 1987/88 і став з командою віце-чемпіоном Португалії та фіналістом Кубка європейських чемпіонів, де лише в серії пенальті програв ПСВ.

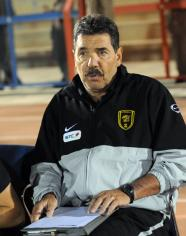
Тоні під час роботи з «Аль-Іттіхадом».

У наступному сезоні 1988/89 Тоні виграв 28-ий національний чемпіонат для клубу, поступившись лише двічі в 38 іграх чемпіонату, після чого покинув клуб, але в в листопаді 1992 року повернувся і він виграв ще один чемпіонський титул в 1994 році і Кубок Португалії за сезон до того.
Починаючи з 1994 року Тоні провів один рік роботи з французьким «Бордо». Він виграв Кубок Інтертото, але був звільнений по завершенні сезону через погані результати на внутрішній арені. Після цього влітку 1995 року Тоні очолив «Севілью», але вже 15 жовтня того ж року був звільнений після поразки 0:3 вдома проти «Еспаньйола».
У 1998—1999 роках Тоні працював асистентом свого співвітчизника Карлуша Кейруша в збірній ОАЕ, а в грудні 2000 року втретє очолив «Бенфіку», де пропрацював один рік.
В подальшому очолював китайський «Шеньян Циньде», та єгипетський «Аль-Аглі», з яким виграв національний суперкубок у 2003 році, а з 2007 року став працювати з азійськими клубами — саудівськими «Аль-Іттіфаком» та «Аль-Іттіхадом» та еміратською «Шарджою».
Наразі останнім місцем тренерської роботи був іранський клуб «Трактор Сазі», головним тренером команди якого Тоні Олівейра був з перервами з червня 2012 по грудень 2015 року і виграв Кубок Ірану сезону 2013/14.

## Титули і досягнення

### Як гравця
- Чемпіон Португалії (8):

«Бенфіка»: 1968/69, 1970/71, 1971/72, 1972/73, 1974/75, 1975/76, 1976/77, 1980/81
- Володар Кубка Португалії (5):

«Бенфіка»: 1968/69, 1969/70, 1971/72, 1979/80, 1980/81
- Володар Суперкубка Португалії (1):

«Бенфіка»: 1980

### Як тренера
- Чемпіон Португалії (2):

«Бенфіка»: 1988/89, 1993/94
- Володар Кубка Португалії (1):

«Бенфіка»: 1992/93
- Володар Кубка Інтертото (1):

«Бордо»: 1995
- Володар Суперкубка Єгипту (1):

«Аль-Аглі»: 2003
- Володар Кубка Ірану (1):

«Трактор Сазі»: 2013/14

### Індивідуальні
- Футболіст року в Португалії: 1972
- Командор Ордена заслуг: 1989[10]
- Тренер місяця в Ірані: лютий 2015